# Guillaume Frédéric de Bylandt
 (février 2025).
 (février 2025).
La mise en forme du texte ne suit pas les recommandations de Wikipédia : il faut le « wikifier ».
Les points d'amélioration suivants sont les cas les plus fréquents. Le détail des points à revoir est peut-être précisé sur la page de discussion.
- Les titres sont pré-formatés par le logiciel. Ils ne sont ni en capitales, ni en gras.
- Le texte ne doit pas être écrit en capitales (les noms de famille non plus), ni en gras, ni en italique, ni en « petit »…
- Le gras n'est utilisé que pour surligner le titre de l'article dans l'introduction, une seule fois.
- L'italique est rarement utilisé : mots en langue étrangère, titres d'œuvres, noms de bateaux, etc.
- Les citations ne sont pas en italique mais en corps de texte normal. Elles sont entourées par des guillemets français : « et ».
- Les listes à puces sont à éviter, des paragraphes rédigés étant largement préférés. Les tableaux sont à réserver à la présentation de données structurées (résultats, etc.).
- Les appels de note de bas de page (petits chiffres en exposant, introduits par l'outil «  Source ») sont à placer entre la fin de phrase et le point final[comme ça].
- Les liens internes (vers d'autres articles de Wikipédia) sont à choisir avec parcimonie. Créez des liens vers des articles approfondissant le sujet. Les termes génériques sans rapport avec le sujet sont à éviter, ainsi que les répétitions de liens vers un même terme.
- Les liens externes sont à placer uniquement dans une section « Liens externes », à la fin de l'article. Ces liens sont à choisir avec parcimonie suivant les règles définies. Si un lien sert de source à l'article, son insertion dans le texte est à faire par les notes de bas de page.
- La présentation des références doit suivre les conventions bibliographiques. Il est recommandé d'utiliser les modèles {{Ouvrage}}, {{Chapitre}}, {{Article}}, {{Lien web}} et/ou {{Bibliographie}}. Le mode d'édition visuel peut mettre en forme automatiquement les références.
- Insérer une infobox (cadre d'informations à droite) n'est pas obligatoire pour parachever la mise en page.

Pour une aide détaillée, merci de consulter Aide:Wikification.
Si vous pensez que ces points ont été résolus, vous pouvez retirer ce bandeau et améliorer la mise en forme d'un autre article.
Guillaume Frédéric, comte de Bylandt ou Bijlandt, né à le 5 juin 1771 à La Haye et mort le 25 octobre 1855 à Princenhage, est un lieutenant-général au service des Provinces-Unies. En sa qualité de major-général, il dirigea une brigade d'infanterie composée de troupes belges et néerlandaises lors des batailles des Quatre-Bras et de Waterloo.

## Biographie

### Vie familiale et privée
Né à La Haye, Bylandt était le fils d'Alexandre, comte de Bylandt, major-général de profession, et d'Anne, baronne Van der Duijn. Son père, gouverneur provisoire de la forteresse de Bréda, fut tenu pour responsable de la défense jugée insuffisante de cette place forte lors de l'invasion française des Provinces-Unies en 1793. Traduit devant une cour martiale, il fut condamné à la réclusion à perpétuité.
Bylandt célébra ses premières noces avec Dame Mary Christian, fille du contre-amiral Sir Hugh Cloberry Christian, le 20 juin 1806, sur l'île de Wight. Déplorant la perte de son épouse en 1818, il régularisa une seconde fois sa situation matrimoniale en épousant Virginie Frédérique Wilhelmine Aspasia Craan, fille de Willem Benjamin Craan, le 22 décembre 1825, à Saint-Josse-ten-Noode, en Belgique. 

### Début de carrière
Issu d'une illustre lignée de militaires néerlandais, Bylandt embrassa très tôt la carrière des armes. Dès l'âge de douze ans, il fut agrégé, en qualité de cadet, à un régiment de dragons au service de la République des Provinces-Unies. En 1786, il accéda au rang de sous-officier au sein de la prestigieuse Garde te paard, avant d'être affecté aux gardes à pied avec le grade de sous-lieutenant. C'est à ce titre qu'il prit part, aux côtés des orangistes, à la répression de la révolte des patriotes. Promu capitaine en 1790, il fut ensuite muté au bataillon Schwartz. Bylandt participa activement aux campagnes de la Première Coalition, s'illustrant notamment lors de la célèbre bataille de Fleurus en 1794. 
À la suite de l'effondrement de la République et de la proclamation de la République batave en janvier 1795, Bylandt, ne pouvant plus soutenir ce nouveau régime, renonça à ses fonctions et se rallia au prince héréditaire, futur Guillaume Ier des Pays-Bas, à Brême. Il rejoignit ainsi un groupe d'émigrés partageant ses convictions. Plus tard dans l'année, il suivit le prince en Angleterre où il intégra une cohorte de militaires hollandais, fervents partisans de la Maison d'Orange, désireux de mettre leurs compétences au service de la couronne britannique. Le 25 novembre 1795, il fut commissionné comme capitaine au sein du régiment de hussards Hompesch, unité militaire destinée aux opérations aux Antilles. Promu successivement major en 1796 et lieutenant-colonel en 1797, il se signala lors de l'assaut victorieux contre l'île de Trinité, ce qui lui valut d'être nommé gouverneur militaire d'Antigua. En 1800, rappelé au sein des hussards Hompesch, il prit part à la répression de l'insurrection irlandaise de 1798. Il se distingua tout particulièrement lors de la bataille de Ballinamuck. 
Parvenu à l'issue de la paix d'Amiens, Bylandt, nanti d'une gratification britannique, retourna vers la République batave pour y gérer ses domaines à proximité de Bréda. Ce n'est qu'après la restauration de l'indépendance des Pays-Bas en 1813 qu'il reprit les armes, revêtu du grade de lieutenant-colonel au sein du 12e bataillon de la milice territoriale nouvellement constitué, rebaptisé 8e en 1814. Élevé au grade de colonel l'année suivante, il fut désigné, le 21 avril 1815, commandant de la première brigade de la deuxième division néerlandaise, sous l'autorité du général Perponcher, avec le rang de major-général.  

### Batailles des Quatre-Bras et de Waterloo
Le soir du 15 juin 1815, à la suite d'une décision du général Jean-Victor de Constant de Rebecque, commandant en chef de l'armée mobile néerlandaise, la brigade de Bylandt reçut l'ordre de se poster au carrefour stratégique des Quatre-Bras. Cette disposition tactique était motivée par l'imminence d'une offensive ennemie, sous la conduite du maréchal Michel Ney. Afin d'anticiper l'assaut français, Bylandt déploya une ligne d'avant-garde composée de son 27e bataillon de chasseurs, en attente d'éventuels mouvements hostiles. Le lendemain, comme prévu, les troupes françaises lancèrent une attaque d'une violence inouïe. Les Néerlandais, isolés et privés du soutien britannique, subirent de lourdes pertes. La brigade de Bylandt se trouva particulièrement exposée aux assauts ennemis, ses éléments étant concentrés autour de la ferme de Gémioncourt et des champs ouverts situés à l'est des bois de Bossu.
Les troupes bataves furent relevées de leurs fonctions par la cinquième division britannique, sous la conduite du général Thomas Picton, et par la deuxième brigade légère de cavalerie batave, commandée par le général Van Merlen, vers la quinzième heure. À la suite d'un combat des plus sanglants, les Alliés obtinrent la maîtrise du champ de bataille. La brigade de Bylandt fut alors sommée de se rendre aux alentours de Waterloo. 
Les événements postérieurs à ce constat font l'objet de controverses persistantes. Le duc de Wellington disposa ses forces alliées sur deux lignes, renforcées d'une réserve, derrière une crête dominant le futur champ de bataille. Cette position naturelle était censée offrir aux troupes un abri relatif contre les projectiles ennemis. Toutefois, dans un premier temps, la brigade Bylandt fut cantonnée en avant de cette élévation naturelle, dans la soirée du 17 juin. La question de savoir si cette décision, qualifiée par certains d'erreur tactique imputable à un travail d'état-major sommaire, fut rectifiée à temps avant l'ouverture du feu de la Grande Batterie française, demeure un sujet de débat. De nombreux récits de la bataille affirment que la brigade Bylandt, déjà affaiblie par les pertes subies à Quatre-Bras (où elle perdit près de 11 % de ses effectifs initiaux), demeura exposée à cet emplacement critique et subit de ce fait des pertes considérables lors du premier bombardement napoléonien. Cependant, cette version des faits est sujette à caution. En effet, le rapport rédigé après la bataille par le chef d'état-major de la 2e division, alors simple capitaine, Van Zuylen van Nyevelt, atteste que la brigade fut déplacée in extremis vers une position plus sûre. De plus, la célèbre carte du champ de bataille, réalisée par Willem Benjamin Craan, futur beau-père de Bylandt, et accompagnée d'une note explicative détaillée, confirme cette nouvelle disposition tactique.
Les récits de la bataille de Craan en 1816 ne font nulle mention de pertes exorbitantes infligées à la brigade de Bylandt par le déluge de feu initial, orchestré par les 80 canons de Napoléon Ier. Au contraire, ces pertes considérables sont imputées à la charge d’infanterie des divisions d’Erlon, qui vinrent s’abattre sur le secteur du front allié tenu par ladite brigade. Étant donné que les troupes hollandaises subirent de multiples salves à bout portant, et déployées qu’elles étaient sur une ligne ténue afin de couvrir un espace aussi vaste que possible, selon le témoignage de Craan, les Français parvinrent à briser leur ligne. Les vestiges de deux bataillons de miliciens durent battre en retraite précipitamment, jusqu’à ce qu’ils fussent ralliés par le cinquième bataillon de miliciens, tenu en réserve. 
Au cours de ce conflit, Bylandt fut blessé par les armes ennemies et contraint de déléguer le commandement de la brigade au lieutenant-colonel W.A. de Jongh, à la tête du 8e bataillon de milice. Pour avoir fait preuve d'une bravoure exemplaire durant cette mêlée, Bylandt fut honoré de la Croix de chevalier de troisième classe de l'Ordre militaire de Guillaume. 

### Fin de carrière
À l’issue de la reconquête des Provinces-Unies, Bylandt fut investi des fonctions de gouverneur militaire du Brabant méridional, dont Bruxelles était le chef-lieu. À ce titre, il se trouvait aux commandes de la garnison lorsque la Révolution belge éclata en 1830. Son inaction face aux événements, qui précipita la dégradation de la situation, lui valut d’être relevé de ses fonctions le 24 novembre de la même année. Dans les années qui suivirent, il s’efforça de laver son honneur en publiant plusieurs écrits. Bien qu’il eût sollicité sa mise à la retraite en 1840, il fut élevé à la dignité de lieutenant-général trois ans plus tard. 
Bylandt s'éteignit à l'âge de 84 ans en sa demeure de Princenhage, non loin de Bréda, en 1855.